# Cellino San Marco
Cellino San Marco je italská obec v provincii Brindisi v oblasti Apulie.
V roce 2012 zde žilo 6 779 obyvatel.

## Sousední obce
Brindisi, Campi Salentina (LE), Guagnano (LE), San Donaci, San Pietro Vernotico, Squinzano (LE)

## Vývoj počtu obyvatel
Zdroj: 